# Eleonora de Mendonca
Eleonora Costa Soares de Mendonca (* 13. November 1948) ist eine brasilianische Leichtathletin.
De Mendonca nahm an den Olympischen Spielen 1984 in Los Angeles am Marathonlauf teil und beendete ihn auf Rang 35. Die Bestzeit der 1,65 Meter großen Athletin datiert aus dem Jahr 1978 und betrug 2:48,45 h.